# ديفيد رينغ
ديفيد رينغ (من مواليد 28 أكتوبر 1953) هو مبشر مسيحي ومتحدث تحفيزي يعاني من الشلل الدماغي. منذ عام 1973، تحدى رينغ آلاف الأشخاص برسالته المميزة: "أنا مصاب بالشلل الدماغي... ما مشكلتك؟" يقيم رينغ حاليًا في ناشفيل، تينيسي، مع زوجته وأطفاله الأربعة.

## نشاته
وُلِد ديفيد رينج مصاب في جونزبورو، أركنساس، عاصمة مقاطعة كريج هيد، في الجزء الشرقي من الولاية. كان والده القس المعمداني أوسكار نيوتن رينغ. توفي والد رينغ عام 1964. لقد توفى والدته بسبب السرطان بعد أربع سنوات. وبذلك أصبح رينغ يتيما في عمر 14 سنة. بسبب الاكتئاب الناتج عن فقدان والديه والصعوبات الناجمة عن إعاقته، ترك رينغ المدرسة الثانوية. وعانى بشكل خاص من فقدان والدته، المرأة الوحيدة التي كان يعتقد أنها ستحبه.
وفق ما ذكره رينج، فقد حاول الانتحار عدة مرات على مدار العامين التاليين بسبب اكتئابه. ومع تشجيع أخته، سلم حياته ليسوع عام 1970 وعاد إلى مدرسة ليبرتي الثانوية في ليبرتي بولاية ميسوري، حيث تخرج عام 1971. حصل رينج على درجة البكالوريوس في الآداب من كلية ويليام جويل [الإنجليزية] في ليبرتي عام 1976، حيث كان عضوًا في أخوية لامدا تشي ألفا.
رسالته المميزة هي "أنا مصاب بالشلل الدماغي، لكن الشلل الدماغي لا يُصيبني". وعبارته الشهيرة الآن (فيما يتعلق بالمسيحيين الذين يختلقون الأعذار بشأن إيمانهم) هي: "أنا مصاب بالشلل الدماغي، وأخدم الرب بكل ما أوتيت من قوة. ما هو عذرك؟"
كان رينغ ضيف في برنامج The Old-Time Gospel Hour، و The 700 Club، وفي تجمع التسبيح لبيل جايثر. وقد كتب كتاب واحد بعنوان "كما أنا: حياة ديفيد رينغ" عام 1994. يصف رينغ عازف موسيقى الإنجيل مايك سبيك بأنه "أفضل صديق له في العالم أجمع". وقد ظهر رينغ في برامج إذاعية مثل برنامج جون هاجي Cornerstone وبرنامج جيمس دوبسون التركيز على الأسرة. 

## روابط خارجية
- الصفحة الرئيسية لديفيد رينغ
- الصفحة الرسمية لأفضل مُحفِّز